# Yūnagi (1925)
El Yūnagi  (夕凪 calma vespertina?) fue el noveno y último destructor de la clase Kamikaze. Sirvió en la Armada Imperial Japonesa durante la segunda guerra sino-japonesa y la Segunda Guerra Mundial. 

## Historia
Junto al resto de miembros de su clase, recibió su nombre el primero de agosto de 1928, casi tres años después de entrar en servicio, dado que hasta entonces era identificado simplemente como Destructor número 17. 
Su primera acción de combate destacable durante la Segunda Guerra Mundial fue el 9 de agosto de 1942 durante la Batalla de la Isla Savo, donde tras separarse del grueso de la flota del vicealmirante Gunichi Mikawa, se enfrentó con el destructor estadounidense USS Jarvis, sin recibir ningún daño. Casi un año después, el 4 de julio de 1943, mientras escoltaba a un convoy contribuyó junto a otras unidades a hundir al destructor USS Strong, parte de una fuerza estadounidense que los interceptó.
Fue torpedeado el 25 de agosto de 1944 por el submarino USS Picuda en la posición 18°46′N 120°46′E / 18.767, 120.767, muriendo 32 miembros de su tripulación y resultando heridos otros 19.